# Oberá (departamento)

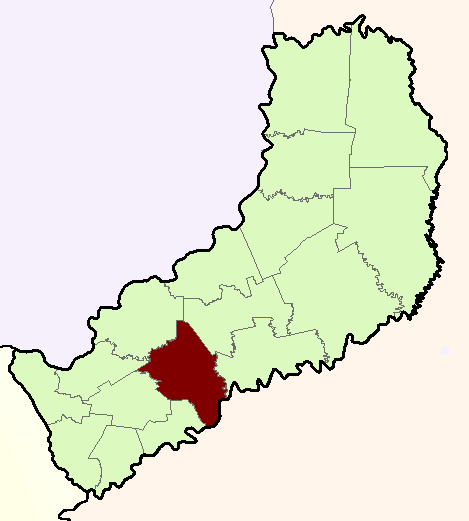
Localização de Oberá em Misiones, Argentina.

Oberá é um departamento da província de Misiones, Argentina. Localiza-se no Sudeste, tem fronteira com os departamentos de San Ignacio, Cainguás, 25 de Mayo, San Javier, Leandro N. Alem, Candelaria e com a República Federativa do Brasil, separada pelo rio Uruguai.
O departamento tem uma superfície de 1564 km², equivalente ao 5,2 % do total da província.
Sua cabeceira é a cidade de Oberá, seus municípios são: Campo Ramón, Campo Viera, Panambí, Guaraní, Los Helechos, Colonia Alberdi, San Martín, General Alvear.

## Origem do nome
Yerbal Viejo, primeiro assento populacional, mudou seu nome em memória do famoso cacique guaraní "Oberá" (em guarani: que brilha). Índio que ao dizer da tradição, brilhava por coragem indómito.
A criação do Departamento, em 1956 tomou o nome de Oberá porque seguia e segue sendo o de maior número de habitantes.

## Aspecto físico
O relevo apresenta suas elevações na Serra do Iman ou Itacuará, que serve de divisória aos ribeiros afluentes do Yabebiry e dos que se dirigem aos ribeiros Chico Alferes, Once Voltas.
Ao norte se destaca a maior altura nos chamados Cerros Chapá de 401 m sobre o nível do mar, onde se inicia a Serra de Misiones.
A altura diminui para o rio Uruguai, por exemplo a localidade de Panambí (em guarani: borboleta) está a 90 m sobre o nível do mar.

## Clima
As condições meteorológicas refletem estas diferenças de alturas no Departamento. Vejamos:
Panambí registra uma temperatura média de 25,7 °C em janeiro e de 15,2 °C em julho, com uma precipitação média anual de 1.520 mm.
Enquanto a cidade de Oberá a 340 m sobre o nível do mar, registra em janeiro uma temperatura média de 24 °C e em julho de 14 °C, com uma precipitação média anual de 1.800 mm.

## Hidrografia
Entre os ribeiros que nascem ou percorrem o território do departamental estão os que se dirigem para o rio Paraná, por exemplo o ribeiro Yabebiry (se origina na cercania da Oberá) e os subafluentes de sua margem direita: os ribeiros Grande, Soberbio e Chapá; entre os subafluentes da margem esquerda se encontra o ribeiro Salto que a 10 km. da cidade de Oberá, forma uma atraente queda de água em campos do Sr. Berrondo, de ali o nome de Salto Berrondo que conta com serviços e infra-estrutura turística para o visitante.

## Riquezas naturais
Fitogeográficamente o Departamento, fica compreendido na formação da Selva Misionera, cuja linha chega a Oberá, desde onde se dirige para o rio Uruguai, e na zona de transição com a formação da "Zona de Campo".

## População
Sua população recebeu o aporte em massa de imigrantes suecos, finlandeses, alemão-brasileiro, galegos, japoneses, polacos, árabes e outros. Por essa característica a cidade de Oberá, foi declarada Capital Nacional do Imigrante, celebrando-se no mês de setembro de cada ano, a já tradicional Festa Nacional do Imigrante, onde as coletividades mostram seus costumes ancestrais mediante usos sociais, vestimentas, músicas, bailes, comidas e bebidas típicas.
Sua população é de 95.667 habitantes, segundo o censo do 2001 (INDEC).